# Trichophthalma fulva
Trichophthalma fulva är en tvåvingeart som beskrevs av Walker 1849. Trichophthalma fulva ingår i släktet Trichophthalma och familjen Nemestrinidae. Inga underarter finns listade i Catalogue of Life.